# Řád červené orlice
Řád červené orlice (německy Roter Adlerorden) byl pruský řád. Založil ho roku 1705 princ a pozdější braniborsko-bayreuthský markrabě Jiří Vilém Braniborsko-Bayreuthský z vedlejší linie Hohenzollernů. Roku 1712 se stal braniborským rodinným řádem. Po vymření markrabských linií Brandenburg-Bayreuth a Brandenburg-Ansbach převzala řád královská linie Hohenzollernů, vládnoucí v Prusku. Roku 1791 přešlo Braniborsko pod přímou pruskou vládu a řád je od té doby pruským královským řádem. Řád zanikl s pádem císařství v roce 1918. Dělil se do pěti stupňů. Velkokříž byl automaticky udělován nositelům Řádu černé orlice.

## Vzhled řádu
Odznakem je zlatý tlapatý kříž provedený v bílém smaltu. V jeho středovém medailonu je vyobrazena červená korunovaná braniborská orlice s hohenzollernským znakem (černobíle čtvrcený štít) na hrudi a zeleným věncem v drápech. Na reversu odznaku je korunovaná iniciála Fridricha Viléma II. Za válečné zásluhy se k odznaku připojovaly dva zkřížené meče, umístěné mezi ramena kříže (při prvním udělení místo mečů černobílá stuha Železného kříže). Za postup do jiné třídy dubové listy na závěsu kříže a za mimořádné zásluhy se umístila zlatá královská koruna na závěs kříže. Při postupu ze 4. do 3. třídy se přidávala kovová smaltovaná mašle v barvách stuhy nad kříž. Za výročí 50 či 60 let příslušnosti k řádu byla tato cifra vyražena na závěs kříže. Od roku 1851 existovala také zvláštní verze pro vyznamenané vyznávající islám či buddhismus, kdy kříž byl nahrazen hvězdou.
Velkokříž je osmihrotý maltézský kříž, který má ve středovém medailonu umístěnou ozdobnou iniciálu krále a císaře Viléma I., kolem níž vine heslo Sincere et constanter (Upřímně a stále). Mezi ramena kříže jsou umístěny červené korunované orlice.
Hvězda se liší podle stupně
- Hvězda velkokříže je zlatá a osmicípá s červenou orlicí ve svém středu.
- Hvězda 1. třídy je stříbrná a osmicípá, opět s červenou orlicí ve středu.
- Hvězda 2. třídy je stříbrná a čtyřcípá s řádovým křížem na středu.

Stuha velkokříže je oranžová s bílými postranními pruhy a bílým okrajem, zatímco pro ostatní třídy je bílá s širšími oranžovými postranními pruhy.

## Dělení a způsoby nošení
- velkokříž - odznak na velkostuze přes levé rameno, hvězda vlevo, řetěz
- I. třída - odznak na velkostuze přes pravé rameno, hvězda vlevo
- II. třída - odznak zavěšený u krku
- III. třída - odznak připnutý na prsou
- IV. třída - odznak připnutý na prsou (kříž je stříbrný a nesmaltovaný)[1]

## Galerie

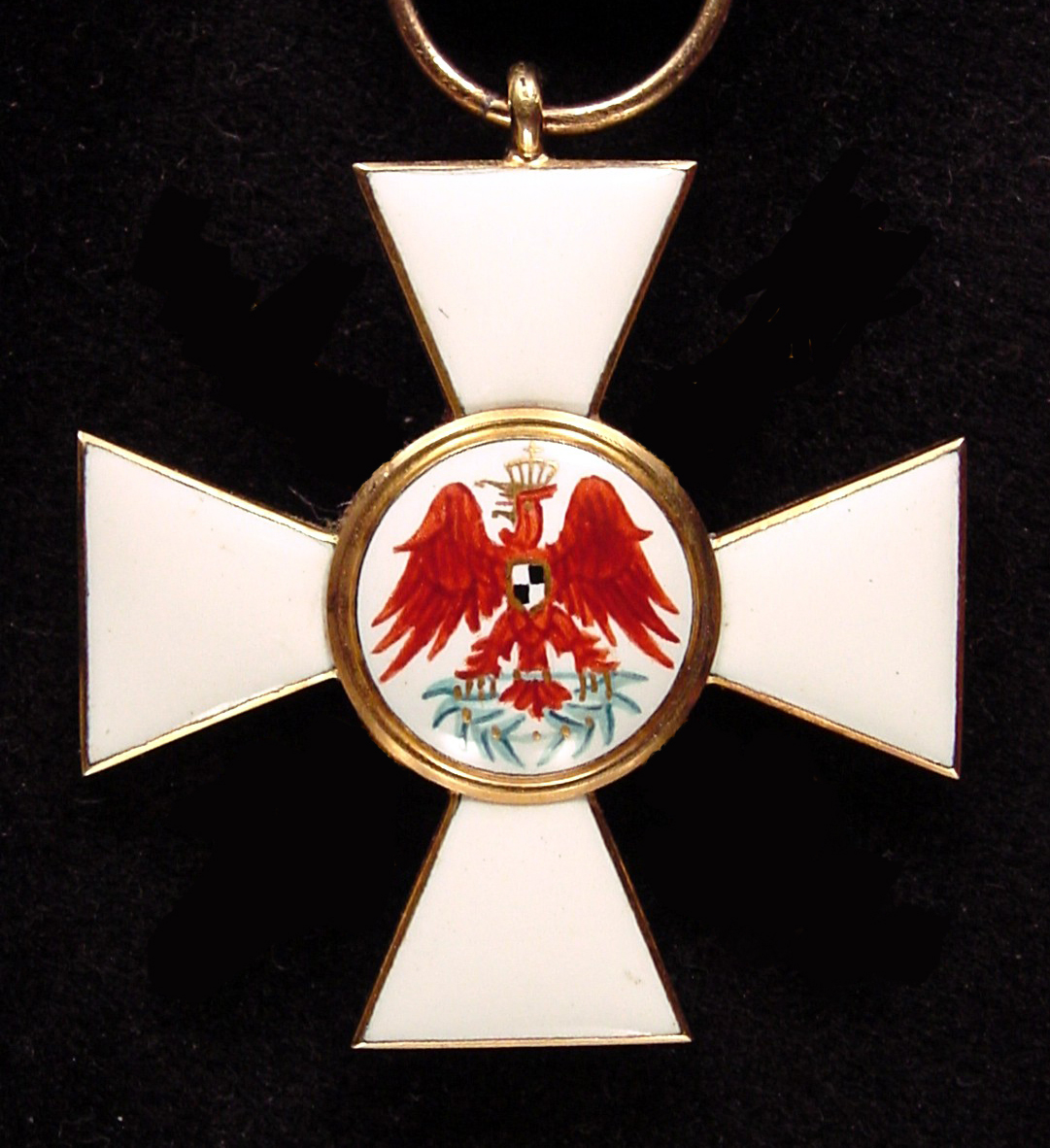
Odznak 3. třídy
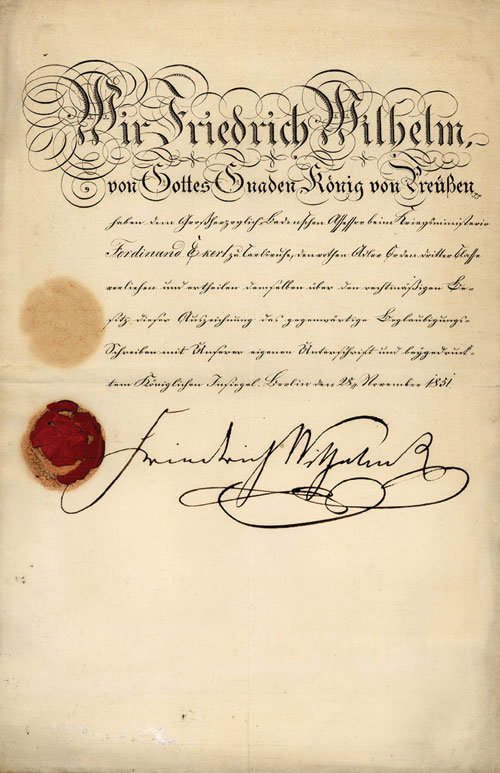
Udělovací listina řádu
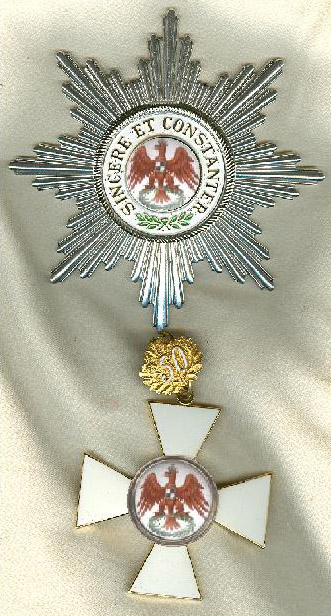
Hvězda 1. třídy a odznak s vyraženou 50
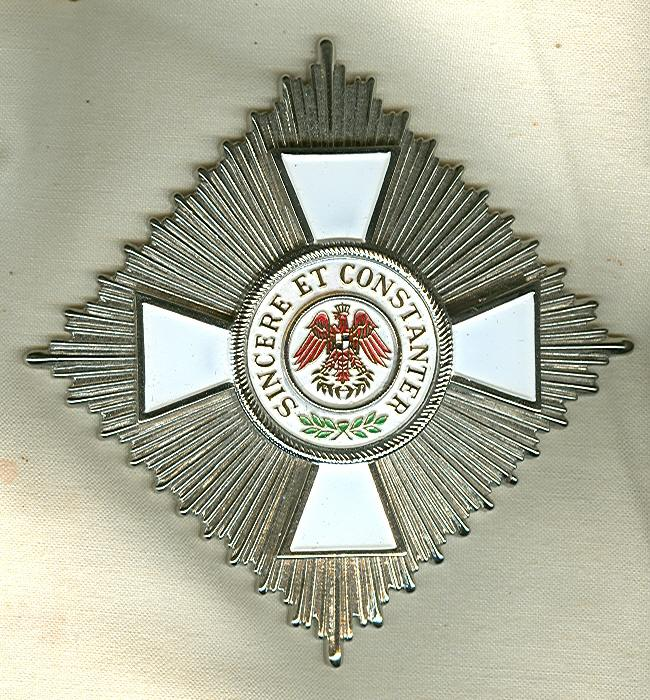
Hvězda 2. třídy
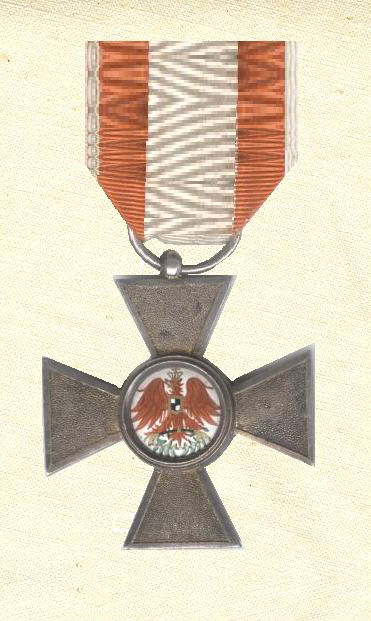
Odznak 4. třídy